# Festival da Canção 1983
Das 20. Festival da Canção fand am 5. März 1983 im Coliseu do Porto in Porto statt. Der austragende Fernsehsender war Rádio e Televisão de Portugal. Gleichzeitig diente es als portugiesischer Vorentscheid für den Eurovision Song Contest 1983 in Deutschland. Das Finale fand mit 12 Teilnehmern statt.
Im Finale am 5. März wurde per Juryvoting abgestimmt. Sieger des Wettbewerbs und damit Portugals Beitrag zum Eurovision Song Contest in München war der Sänger Armando Gama mit dem Song Esta balada que te dou, der im Finale den 13. von 20. Plätzen belegte.

## Teilnehmer
Finale
| Startnr. | Interpret                          | Lied                               | Musik und Text                             | Rang | Punkte |
| -------- | ---------------------------------- | ---------------------------------- | ------------------------------------------ | ---- | ------ |
| 1.       | Sofia                              | Erva ruim                          | T: Rita Olivaes; M: Carlos Canelhas        | 9.   | 52     |
| 2.       | Sofia                              | Terra desmedida                    | T/M: Rita Olivaes                          | 8.   | 80     |
| 3.       | Ana                                | Parabéns, parabéns a você          | T: Henrique Amoroso; M: Luís Jardim        | 6.   | 99     |
| 4.       | Armando Gama                       | Esta balada que te dou             | T/M: Armando Gama                          | 1.   | 232    |
| 5.       | Cândida Branca Flor & Carlos Paião | Vinho do Porto (Vinho de Portugal) | T/M: Carlos Paião                          | 4.   | 148    |
| 6.       | Xico Jorge                         | Mal d'amores                       | T/M: Fernando Correia Martins              | 11.  | 27     |
| 7.       | Herman José                        | A cor do teu batom                 | T: António Pinho; M: Tozé Brito            | 2.   | 209    |
| 8.       | Jorge Fernando                     | Rosas brancas para o meu amor      | T/M: Jorge Fernando                        | 7.   | 86     |
| 9.       | Helena Isabel                      | E afinal quem és tu?               | T: Nuno Gomes dos Santos; M: José Calvário | 3.   | 149    |
| 10.      | Broa de Mel                        | No calor da noite                  | T: Mário Contumélias; M: Luís Duarte       | 10.  | 45     |
| 11.      | Tessa                              | Ave do paraíso                     | T/M: Américo Faria                         | 12.  | 6      |
| 12.      | Alexandra                          | Rosa flor mulher                   | T/M: Fernando Correia Martins              | 5.   | 143    |